# Дом отдыха УралВО
Дом отдыха УралВО, Чебаркуль-9, Санаторий УралВО — упразднённый в 1942 году посёлок, вошедший в состав города Чебаркуль в Челябинской области России.

## География
Расположен на Южном Урале, на восточном склоне Ильменского хребта, на берегу озера Еловое, вблизи озера Чебаркуль.

## История
Включён в городскую черту Указом Верховного Президиума РСФСР от 8 мая 1942 года.

## Инфраструктура
Чебаркульский военный санаторий.